# ダン・キャンベル
ダニエル・アレン・キャンベル（Daniel Allen Campbell, 1976年4月13日 - ）は、アメリカ合衆国テキサス州クリフトン出身の元プロアメリカンフットボール選手であり、現在は指導者。NFLのデトロイト・ライオンズでヘッドコーチを務めている。現役時代のポジションはタイトエンド。

## 経歴

### 現役時代
テキサスA&M大学で3年間プレーした後、1999年のNFLドラフトにてニューヨーク・ジャイアンツから指名され入団した。2000年、ジャイアンツは第35回スーパーボウルに進出したがこの年彼は4試合で先発出場した。2001年、ハワード・クロスからポジションを奪い先発タイトエンドとなった。主にブロッカーとして起用された。2002年、ケリー・コリンズが4,073ヤードを投げ、ティキ・バーバーはフランチャイズ史上2位の1,387ヤードを走った。
2003年、フリーエージェントとなった彼はビル・パーセルズがヘッドコーチとなったダラス・カウボーイズと契約を結んだ。先発タイトエンドはジェイソン・ウィッテンだったが彼はブロッカーとして活躍した。2004年は靱帯断裂により、9月30日に故障者リスト入りし、わずか3試合の出場に終わった。2005年7月27日、虫垂切除術を受けたが練習を休んだのはわずか10日間でプレシーズンゲーム4試合全てに出場した。この年カウボーイズは2タイトエンドシステムを用い、彼は12試合で先発出場した。
2006年3月14日、デトロイト・ライオンズと契約を結んだ。主にブロッキングタイトエンドとして起用されたが、レシーブで自己ベストとなる308ヤードを獲得、4タッチダウンをあげた。2007年9月22日、ひじの怪我で故障者リスト入りした。2008年9月9日、ハムストリングスの怪我で故障者リスト入りした。2009年2月9日、ライオンズから解雇された。
2009年2月26日、ニューオーリンズ・セインツと契約を結んだ。セインツのヘッドコーチ、ショーン・ペイトンはカウボーイズ、ジャイアンツ時代の攻撃コーディネーターであった。トレーニングキャンプ中にMCLを負傷し、8月10日に故障者リスト入りした。チームはこの年第44回スーパーボウルを制したが、スーパーボウルリングを受け取ることはできなかった。このシーズン終了後に現役を引退した。

### コーチ時代
2010年にマイアミ・ドルフィンズにコーチ研修生として加わり、2011年シーズンにはTEコーチに昇格した。2015年シーズン途中にヘッドコーチのジョー・フィルビンが解任されたため、同シーズン終了まで暫定ヘッドコーチを務めた。
2016年にセインツのアシスタントコーチに就任、ショーン・ペイトンヘッドコーチの下に戻った。
2021年にライオンズのヘッドコーチに就任した。開幕から11試合で10敗1分と勝ち星がなかったが、第13週のミネソタ・バイキングス戦でシーズン初勝利をあげた。シーズン最後の6試合で3勝をあげ、3勝13敗1分でシーズンを終えた。
2022年は最終週でプレーオフ進出を逃すも、2023年は30年ぶりの地区優勝と32年ぶりのプレーオフ勝利を挙げ、NFCチャンピオンシップまで進出した。

## 人物
メタリカのファンであり、大学時代はチームメイトから「ダンタリカ」のニックネームで呼ばれていた。